# Tutelina rosenbergi
Tutelina rosenbergi là một loài nhện trong họ Salticidae.
Loài này thuộc chi Tutelina. Tutelina rosenbergi được Eugène Simon miêu tả năm 1901.